# Cold Lake
Cold Lake (рус. «Холодное озеро») — третий студийный альбом швейцарской группы Celtic Frost, записанный в 1988 году на лейбле Noise Records.

## Критика
После выхода альбома в 1988 году, он был негативно принят критиками, более того, группу считали предавшей своих поклонников. Музыкальное звучание стало ближе к глэм-металу, чем к жанру трэш-, блэк-, дэт-метала, в котором группа работала в начале своей карьеры, или чем к авангардному звучанию альбома Into The Pandemonium.

## Список композиций
| №  | Название                  | Автор(ы)                                                 | Длительность |
| -- | ------------------------- | -------------------------------------------------------- | ------------ |
| 1. | «Human II» (Intro)        | Томас Габриэль Фишер                                     | 1:06         |
| 2. | «Seduce Me Tonight»       | Томас Габриэль Фишер                                     | 3:18         |
| 3. | «Petty Obsession»         | Томас Габриэль Фишер                                     | 3:17         |
| 4. | «(Once) They Were Eagles» | Томас Габриэль Фишер, Оливер Амберг, Кёрт Виктор Брайант | 3:39         |
| 5. | «Cherry Orchards»         | Оливер Амберг                                            | 4:19         |
| 6. | «Juices Like Wine»        | Кёрт Виктор Брайант, Томас Габриэль Фишер                | 4:17         |

| №  | Название               | Автор(ы)                                  | Длительность |
| -- | ---------------------- | ----------------------------------------- | ------------ |
| 1. | «Little Velvet»        | Томас Габриэль Фишер                      | 3:40         |
| 2. | «Blood on Kisses»      | Томас Габриэль Фишер                      | 3:29         |
| 3. | «Downtown Hanoi»       | Оливер Амберг, Томас Габриэль Фишер       | 4:15         |
| 4. | «Dance Sleazy»         | Томас Габриэль Фишер                      | 3:32         |
| 5. | «Roses Without Thorns» | Кёрт Виктор Брайант, Томас Габриэль Фишер | 3:26         |

| №   | Название               | Автор(ы)             | Длительность |
| --- | ---------------------- | -------------------- | ------------ |
| 12. | «Tease Me»             | Томас Габриэль Фишер | 2:47         |
| 13. | «Mexican Radio» (Live) | Wall of Voodoo       | 3:32         |

## Участники записи
- Томас Габриэль Фишер — гитара, вокал
- Оливер Амберг — гитара
- Кёрт Виктор Брайант — Бас-гитара
- Стивен Пристли — ударные

## Производство
- Спродюсировали: Celtic Frost и Tony Platt
- Помощники звукорежиссёра: Thomas Steeler, Dexter
- Сведено в студии Conny Plank